# Сьюпириор (Монтана)
Сьюпириор (англ. Superior) — город и административный центр округа Минерал в штате Монтана в Соединённых Штатах Америки.
Согласно данным переписи населения США 2020 года число жителей города 
составляло 830 человек, что, для такого небольшого населённого пункта, заметно больше (+ 2.2%), чем было во время предыдущей переписи проводившейся в 2010 году (812 человек).

## История
Город был назван Superior в 1869 году в честь родного города нескольких его основателей из штата Висконсин. Первое отделение Почтовой службы США было основано в 1871 году после того, как в округе Минерал обнаружили одно из крупнейших месторождений золота.
В 1860-х и 1870-х годах несколько тысяч шахтеров и старателей прибыли в эти места. Добыча полезных ископаемых долгое время оставалась костяком экономики, наряду с лесной промышленностью. 
В 1960-х годах постоянное население города достигло своего исторического максимума (1242 человека).

## География
Сьюпириор расположен на высоте 842 метра над уровнем моря на северо-восточной стороне горного хребта Биттеррут Скалистых гор в западной Монтане. По межштатной автомагистрали I-90 город находится в 57 милях (92 км) к северо-западу от Мизулы и в 60 милях (97 км) к юго-востоку от Уоллеса, штат Айдахо.
Река Кларк-Форк протекает через центр города, направляясь на северо-запад к Сант-Регис и затем впадает в озеро Панд-Орей около сообщества Кабинет.
Согласно данным Бюро переписи населения США, общая площадь города составляет 1,07 квадратных мили (2,77 км2), из которых 0,96 квадратных мили (2,49 км2) приходится на сушу, а 0,12 квадратных миль (0,31 км2 или 10,75%) занимает водная поверхность.